# Charles Roviglione
Charles Roviglione, né le 26 novembre 1912 à Toulon et mort le 17 août 1993 à Brignoles, est un ancien joueur et entraîneur de football français.

## Palmarès
- Vainqueur de la Coupe de France en 1935 avec l'Olympique de Marseille.